# Crono (Chrono Trigger)
Crono (クロノ Kurono?) es el personaje principal del videojuego de 1995 para Super Famicom/SNES, Chrono Trigger, desarrollado por Squaresoft. El diseñador de Crono fue Akira Toriyama.

## Historia
Crono vive con su madre (llamada Gina en la versión japonesa) en la Villa Truce dentro del Reino de Guardia. Conoce a Marle en la Feria Milenaria cuando accidentalmente la choca cerca de la Campana de Leene. Marle, que es la princesa del Reino de Guardia disfrazada, le cuenta que no está familiarizada con el lugar, y le pide de acompañarlo. Luego, cuando regresan al castillo, Crono es acusado de secuestrarla por el Consejero Real. Dependiendo de sus acciones en la Feria Milenaria, será declarado culpable o inocente por la corte. La sentencia no tiene ningún efecto en el curso de la historia, ya que aunque se lo encuentro inocente, será llevado a la cárcel por el Consejero y éste les hará creer a los guardias que fue sentenciado a muerte dentro de tres días. Tendrá que escapar de prisión, y mientras lo hace junto a Lucca y Marle, serán transportados por otra fisura temporal hacia el futuro.
En el futuro, la búsqueda de Crono se comienza a centrar en otros más que en sí mismo y en su grupo de amigos; incluso salvar a la Reina Leene fue una acción motivada por el deseo de prevenir que Marle sea desterrada del tiempo. Ayuda a dar esperanza a los residentes del Domo Arris cuando recupera una semilla del cuarto de almacenamiento (la única cosa de uso luego de la falla de la unidad de refrigeración), y durante su investigación por el sótano, descubre que el futuro fue devastado como resultado del surgimiento del parásito alienígena Lavos. Mediante comienza a investigar el por qué y cómo Lavos llegó a la Tierra, y trabaja para detenerlo.
En 12,000 B.C., cuando el grupo se confronta con Lavos en el Palacio Oceánico del Reino de Zeal, Crono se sacrifica para salvar a sus amigos (y con esto, la situación que Janus había predicho resulta ser verdad). Luego, usando el Chrono Trigger (Huevo del Tiempo), sus amigos lo salvan de este destino.
A pesar de ser el protagonista del juego, Crono nunca dice una palabra en los diálogos, a excepción de las decisiones del jugador, además de la notable excepción que ocurre en uno de los muchos finales del juego. Fue diseñado por Akira Toriyama, y comparte muchas de las cualidades de diseño de los héroes usuales de Toriyama, incluyendo el cabello en punta, músculos bien definidos y grandes ojos. Su arma de elección es la katana.
Cuando es absorbido por una fisura temporal luego de vencer a Magus en su guarida, Crono tiene un sueño en el cual está casado con Marle, donde ambos viven en la casa de su madre (y que se encuentra desempleado). La versión para PlayStation de Chrono Trigger incluye una escena en FMV al final que muestra a Crono y Marle yendo a la celebración de su boda. En la secuela, Chrono Cross, Crono, Marle y Lucca aparecen sólo como apariciones de sí mismos como niños. Mientras que un FMV incluido en la versión para PlayStation de Chrono Trigger muestra la caída del Reino de Guardia en el año 1005 A.D., nada se sabe sobre el paradero o destino de Crono en los 20 años entre los dos juegos.

## Magia
Crono tiene el tipo de magia eléctrica en la versión estadounidense del juego. En la versión japonesa original, su tipo de magia está especificado como Ten (天?  "paraíso"), el cual parece ser la equivalencia sagrada al tipo de magia sombra. La clasificación original explica por qué la magia de Crono es está completamente orientada hacia lo eléctrico, ya que parece incluir ataques de luz e incluso el ocasional hechizo curativo. También, el hechizo Luminaire, llamado "Resplandor" en Japón, es el más poderoso del elemento "sagrado", pero no del elemento "eléctrico". La asociación del elemento 天 con los ataques eléctricos probablemente se relacione con la asociación de 天 con el clima, específicamente tenki (天気?  "clima").